# Hetaerina auripennis
Hetaerina auripennis är en trollsländeart som först beskrevs av Hermann Burmeister 1839.  Hetaerina auripennis ingår i släktet Hetaerina och familjen jungfrusländor. Inga underarter finns listade i Catalogue of Life.